# Bienestar social
El bienestar social se indica observando los factores que participan en la calidad de vida de las personas en una sociedad y que hacen que su existencia posea todos aquellos elementos que dan lugar a la satisfacción humana o social. Se trata de una condición no observable ya que se comprende a partir de formulaciones y se compara de un tiempo o espacio a otro. Aun así, el bienestar, como concepto abstracto, posee una importante carga de subjetividad propia del individuo, aunque también aparece correlacionado con algunos factores económicos objetivos. El bien social no implica necesariamente un colectivismo. El concepto de bienestar social a menudo se confunde con el de la calidad de vida y, sin embargo, son diferentes. Los dos conceptos se derivaron de las diversas teorías del bienestar, pero al paso del tiempo se fueron diferenciando; así, en tanto que la calidad de vida se orientó a los componentes psicosociales, el bienestar social lo hizo más bien hacia los aspectos materiales.

## Historia

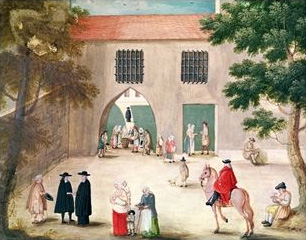
Distribuyendo limosna a los pobres, abadía de Port-Royal des Champs c. 1710.

En el Imperio romano, el primer emperador Augusto estableció la Cura Annonae o limosna de cereales para los ciudadanos que no podían permitirse comprar alimentos cada mes. La asistencia social fue ampliada por el emperador Trajano. El programa de Trajano fue aclamado por muchos, entre ellos Plinio el Joven.  Durante la historia de la Antigua Roma se introdujeron otras disposiciones para los pobres, como la Alimenta.
El gobierno de la dinastía Song (960 d. C.) apoyó múltiples programas que podrían clasificarse como de bienestar social, incluidos los hospitales estatales, préstamos a bajo interés para los campesinos, orfanatos estatales, farmacias gratuitas para los pobres, graneros estatales llenos, parques de bomberos y bibliotecas en las grandes ciudades, residencias de ancianos, clínicas públicas y cementerios de indigentes. Según el economista Robert Henry Nelson, "la Iglesia católica romana medieval gestionaba un sistema de asistencia social de gran alcance y exhaustivo para los pobres...". Las antiguas ciudades-estado griegas proporcionaban servicios médicos gratuitos a los pobres y a los esclavos. A partir del siglo XIV, los gobiernos de las ciudades-estado italianas comenzaron a asociarse con la iglesia para proporcionar bienestar y educación a las clases bajas.  En el siglo XVIII, según un estudio, la dinastía Qing tenía "el sistema de socorro más elaborado de la historia mundial, basado en graneros estatales y locales que se utilizaban en épocas de escasez para estabilizar los precios de los alimentos y socorrer a los pobres urbanos y rurales". Este sistema, sin embargo, se debilitó tras la entrada del imperialismo en China a raíz de la guerra del Opio de 1840 y la Rebelión Taiping (1850-1860), que provocaron una crisis en la Dinastía Qing. Tras la fundación de la República en 1912 y los siguientes años de guerras civiles y caudillismo, "el sistema de graneros estatales se volvió casi inexistente".
A lo largo de la historia del Imperio bizantino, se establecieron diversos servicios e instituciones de bienestar social. También se dispuso que el Estado proporcionara alimentos y ropa a los niños que los padres no pudieran criar debido a la indigencia.
En naciones europeas protestantes posteriores, como Provincias Unidas de los Países Bajos, la asistencia social fue gestionada por gremios locales hasta la abolición del sistema gremial a principios del siglo XIX. En las ciudades imperiales libres del Sacro Imperio Romano, los ayuntamientos de ciudades como Núremberg podían asumir el control de la recaudación y distribución de la beneficencia pública.  
El califa del siglo VII Umar del siglo VII implantó una forma de zakat, uno de los Cinco Pilares del Islam, como impuesto de seguridad social universal codificado. Tradicionalmente estimados en un 2,5% de los bienes de un individuo, los fondos gubernamentales del zakat se distribuían a varios grupos de musulmanes, entre ellos personas empobrecidas y los muy endeudados.  La recaudación del zakat aumentó durante los califatos Omeya y Abasí, aunque el sistema del zakat era a menudo ineficaz y corrupto; los juristas islámicos solían recomendar a los musulmanes que distribuyeran el dinero directamente entre los necesitados para maximizar su impacto.
Asimismo, en la tradición judía, la caridad (representada por la tzedaká) es una cuestión de obligación religiosa más que de benevolencia. La caridad contemporánea se considera una continuación del bíblico Maaser Ani, o diezmo de los pobres, así como prácticas bíblicas, como permitir a los pobres espigar las esquinas del campo y cosechar durante el Shmita (año sabático). 
Existen relativamente pocos datos estadísticos sobre pagos por transferencia antes de la Alta Edad Media. En el periodo medieval y hasta la Revolución Industrial, la función de las ayudas sociales en Europa se realizaba mediante donaciones privadas o caridad, a través de numerosas confraternidades y actividades de diferentes órdenes religiosas. Entre los primeros programas de asistencia social en Europa cabe destacar la Ley de Pobres de 1601 inglesa, que otorgaba a las parroquias la responsabilidad de proporcionar ayudas sociales a los pobres. Este sistema fue modificado sustancialmente por la Poor Law Amendment Act del siglo XIX, que introdujo el sistema de workhouses.<! --La Constitución de los Estados Unidos (redactada en 1787) nombra "promover el bienestar general" como objetivo de los Estados Unidos, y otorga al Congreso poderes para crear impuestos con el mismo fin. En 1819, Simón Bolívar declaró "producir [...] la mayor seguridad social" como una de las tres características de un gobierno ideal.-->
Fue sobre todo a finales del siglo XIX y principios del XX cuando se introdujo en muchos países un sistema organizado de prestaciones sociales estatales. Otto von Bismarck, Canciller de Alemania, introdujo uno de los primeros sistemas de bienestar para las clases trabajadoras.En Gran Bretaña el gobierno del Liberal de Henry Campbell-Bannerman y David Lloyd George introdujo el sistema de Seguro Nacional en 1911, un sistema ampliado posteriormente por Clement Attlee. 
Entre los Estados del bienestar modernos se encuentran Alemania, Francia, los Países Bajos, así como los países nórdicos, como Islandia, Suecia, Noruega, Dinamarca y Finlandia, que emplean un sistema conocido como modelo nórdico. Esping-Andersen clasificó los sistemas de estado de bienestar más desarrollados en tres categorías: socialdemócrata, conservador y liberal.
Un informe publicado por la OIT en 2014 estimaba que solo el 27% de la población mundial tiene acceso a una seguridad social integral. El Informe sobre el desarrollo mundial de 2019 del Banco Mundial sostiene que el modelo tradicional basado en la nómina de muchos tipos de seguro social se ve "cada vez más desafiado por los acuerdos de trabajo fuera de los contratos de empleo estándar".

## Bienestar económico
La medida del bienestar económico ha sido objeto de intenso debate debido a la dificultad de definir qué debe entenderse por bienestar. Convencionalmente se ha optado por tomar, como medida del bienestar, la cantidad de bienes materiales y servicios útiles producidos por un país, dividido entre el número de sus habitantes (lo que se conoce con el nombre de renta per cápita) o alguna medida directamente relacionada con ésta. Aun así, existen otras medidas alternativas que consideran factores no englobados en el PIB y en la renta per cápita.
Para rentas nacionales bajas, la renta per cápita es mucho mejor indicador del bienestar social. Una de las razones es que la esperanza de vida está positivamente correlacionada con el PIB per cápita cuando este se sitúa entre 0 y 4.000 dólares, pero a partir de 10 000 dólares apenas existe correlación entre ambos, por ejemplo. Otros factores que contribuyen al nivel de vida material de una población son:
- El desempleo, en particular el desempleo o subempleo crónico está asociado a la marginalidad, la pobreza y cierto tipo de disfunciones sociales.
- La distribución de la renta, se considera que beneficia a la sociedad una renta que esté distribuida de manera más uniforme entre los miembros de un país, a que ésta presente fuertes contrastes entre ricos y pobres.

### Renta per cápita
La renta per cápita se mide a partir del producto interno bruto (PIB) o valor de los bienes y servicios que produce un país, dividido entre el número de habitantes. Al calcular el valor de la producción de un país a precios de mercado, se sabe cuál es el ingreso de ese país. Por acuerdo internacional, se expresa siempre en dólares.
Si se divide el valor del PIB entre el número de habitantes, se obtiene un promedio, un indicador de cuánto tendría de ingreso cada quien. Se hace así porque si dos países tienen el mismo PIB, digamos de 1000, pero uno tiene 20 habitantes y otro 50, al dividir el 1000/20 vemos que el ingreso per cápita es de 50 mientras que en el otro, al dividir 1000/50 el ingreso per cápita es de 20, "o sea" es un país más pobre que el primero.
Se trata de un cálculo estadístico, de un promedio, no de que en realidad los habitantes de un país produzcan eso y por tanto tengan ese ingreso. Hay muchas personas que, como los bebés, no producen nada económicamente hablando y otras que producen muchísimo más que la cifra promedio.
Los tres factores que más contribuyen al incremento del PIB per cápita son:
- La productividad, medida normalmente por el valor monetario de la cantidad de bienes y servicios que produce un trabajador/a en una hora.
- La tasa de ocupación por población o porcentaje de la población total que tiene un trabajo remunerado.

El PIB per cápita recibe fuertes críticas como indicador del bienestar social. Como ejemplo, algunos economistas han objetado que el PIB mide sólo un aspecto parcial del bienestar económico objetivo.

### Índice de Pobreza Humana (IPH)
En cambio, el IPH intenta medir el nivel de pobreza existente en un país. Este índice fue elaborado por Naciones Unidas y en el caso de las economías en desarrollo (puesto que existe otro índice para los países de la OCDE) comprende:
- La probabilidad al nacer de no sobrevivir a los cuarenta años.
- La tasa de adultos no alfabetizados.
- La media entre la tasa de población sin acceso estable a una fuente de agua de calidad y la tasa de menores de edad con peso por debajo de la media.

Así pues, este último índice es más elevado en los países de mayor pobreza.

### Índices de distribución de la renta
Como se ha indicado para medir aproximadamente la distribución uniforme de la renta entre todos los individuos de un país determinado existen algunos indicadores económicos alternativos como son:
- Coeficiente de Gini
- Índice de Atkinson

## Indicadores de bienestar social
Algunos de los indicadores más idóneos para medir el bienestar social de un país son:
- Índice de bienestar económico sostenible - (IBES) (basado en las ideas presentadas por W. Nordhaus y James Tobin en su Measure of Economic Welfare, el término fue acuñado en 1989 por Herman Daly y John Cobb)
- Índice de progreso real - IPR o índice de progreso genuino IPG, este índice es como el IBES pero con más variables[31]
- Índice de desarrollo humano - (IDH) (Naciones Unidas)
- Índice global de felicidad - (Naciones Unidas)
- Índice para una Vida Mejor - (OCDE)
- Índice de progreso social
- Índice Forham de salud social - (IFSS) Mide 16 indicadores incluida la tasa de mortalidad, el abuso y la pobreza infantil, el suicidio, el consumo de drogas, abandono escolar, ganancias medias, desempleo, cobertura sanitaria, pobreza en ancianos, homicidios, vivienda y desigualdad social.[32][28][33]
- Índice de bienestar económico - IBE. Considera el índice de ahorro de las familias y la acumulación de capital tangible, como el valor de la vivienda, que mide la sensación de seguridad futura.[28][34]

## Desarrollo humano y pobreza
Además del índice de desarrollo humano directo (IDH), que entre sus parámetros cuenta con la Renta per cápita, existen otros, indirectos, que son aquellos que indican el grado de pobreza, subdesarrollo o privación. 
- Índice de pobreza multidimensional (IPM o MPI -Multidimensional Poverty Index-), desde 2010 suplanta a los índices de pobreza humana (IPH e IPH-1/IPH-2)[35]
  - Índice de pobreza o indicadores de pobreza
    - Índice de pobreza humana para países en desarrollo (IPH-1, elaborado a partir de 1998).
    - Índice de pobreza humana para países de la OCDE seleccionados (IPH-2, elaborado a partir de 1998).
- Índice de desarrollo humano relativo al género (IDG, elaborado a partir de 1996).
- Índice de potenciación de género (IPG, elaborado a partir de 1996).
- Índice de privación material o Indicador de privación material -Aplicado en Gran Bretaña en 2010, que incluye el cálculo pobreza en el ingreso y el cálculo de la privación material; mejora el propuesto cálculo complementario de pobreza (SPM) de Estados Unidos para 2011.[36]

## Bienestar subjetivo
El bienestar subjetivo es cualquier medida de la cantidad de bienestar que dicen tener las personas de un país. Una medida de esto por ejemplo es índice de bienestar subjetivo, que se elabora a partir de encuestas, se calcula a partir del porcentaje de personas que se consideran "felices" o "muy felices" menos el porcentaje de personas que se consideran "no muy felices" o "infelices".
La Encuesta Mundial de Valores de 1990 mostró que este índice variaba desde -2% para Bulgaria hasta el 90% para Islandia. Se observó al igual que sucede con la esperanza de vida, que para niveles de renta baja existe una correlación más alta entre bienestar subjetivo y PIB per cápita. Para rentas más altas sigue existiendo correlación aunque más moderada. El coeficiente de correlación r entre las dos variables considerando todos los tramos de renta fue alto (r = 0,74).

## Crítica: el PIBper cápitacomo indicador de bienestar
El PIB per capita real de una economía suele utilizarse como indicador del nivel de vida medio de los particulares de un país, y el crecimiento económico suele verse por lo tanto como un indicador del aumento en el nivel de vida medio.
No obstante, se presentan algunos problemas al calcular el crecimiento mediante PIB per cápita con la finalidad de medir el crecimiento del bienestar, por ejemplo:
- Los gastos para contrarrestar los efectos negativos del crecimiento sobre el medio ambiente, como la contaminación (esto se llama gasto defensivo).
- Aspectos económicos 'negativos', como el coste del desplazamiento.
- Evaluación del rendimiento no comercializado, como el trabajo en el hogar (si un particular contrata a un empleado del hogar en lugar de limpiar la casa por sí mismo, este rendimiento se contabiliza en el PIB, pero probablemente el bienestar no haya aumentado).
- Es posible que parte de los buenos rendimientos no queden reflejados en el PIB, por ejemplo el de los padres que cuidan de sus bebés, el bricolaje y el trabajo en régimen de voluntariado.
- La distribución desigual de la renta; según la teoría de la utilidad marginal, los ingresos extra tienen menor utilidad para quienes ya disponen de unos ingresos altos que para aquellos que tienen ingresos bajos, de modo que un aumento en el PIB puede aumentar la utilidad en diferentes medidas según el lugar del individuo en la cadena de distribución de la riqueza.

Otras medidas de rentas nacionales, como el Índice de bienestar económico sostenible o el Indicador de progreso real, han sido desarrolladas como intento de ofrecer una visión más completa del nivel de bienestar, aunque no se ha llegado a un consenso en cuanto a qué medida, si existe, es mejor que el PIB. Este indicador sigue siendo con diferencia la medida más utilizada, especialmente si tenemos en cuenta que, independientemente de todo lo demás, un aumento del PIB real conlleva un aumento de la disponibilidad de empleo, necesaria para la supervivencia de la mayoría de los particulares.

### Referencia histórica
Los propios creadores del sistema de contabilidad nacional que dio lugar a la medida del PIB advirtieron de las limitaciones de esta medida como medida del bienestar social. John Maynard Keynes, John Hicks y Simon Kuznets desarrollaron el sistema de contabilidad nacional porque sus gobiernos necesitaban mejores medios para gestionar sus economías frente a las espectaculares fluctuaciones del ciclo económico en el período de entreguerras. Kuznets creador del sistema estadounidense unificado de contabilidad nacional, advirtió en 1934 al Congreso de que:

es muy difícil deducir el bienestar de una nación a partir de su renta nacional (per cápita)
Simon Kuznets, 1934

Sin embargo consideró que sus advertencias eran ignoradas y que tanto economistas como políticos acostumbraban a equiparar prosperidad y crecimiento del PIB per cápita. Años más tarde amplió su criticismo en el mismo sentido cuando declaró:

Hay que tener en cuenta las diferencias entre cantidad y calidad del crecimiento, entre sus costes y sus beneficios y entre el plazo corto y el largo. [...] Los objetivos de "más" crecimiento deberían especificar de qué y para qué
Simon Kuznets, 1962

## Efectos de las ayudas sociales
Es poco probable que el programa de intervención de la asistencia social al trabajo tenga algún impacto en la salud mental y física de las familias monoparentales y los niños. Incluso cuando las tasas de empleo y de ingresos eran más altas en este grupo de personas, la tasa de pobreza era alta, lo que podría conducir a tasas persistentemente altas de depresión, estuvieran o no en el programa.
Las transferencias de ingresos pueden ser condicionales o incondicionales. Las condicionales son a veces criticadas por paternalistas e innecesarias.
Un estudio realizado en 2008 por el economista del bienestar y profesor de la Universidad de Brown, Allan M. Feldman sugiere que el bienestar puede alcanzar tanto el equilibrio competitivo como la eficiencia de Pareto en el mercado. Aunque, los diferentes puntos de eficiencia de Pareto son más justos para unos que para otros.
Algunos opositores a la asistencia social argumentan que afecta a los incentivos laborales.

### Percepción de los programas de ayudas sociales
Según un estudio de revisión de 2012, que un programa de asistencia social genere apoyo público depende de:
- si el programa es universal o está dirigido a determinados grupos
- el tamaño de los beneficios del programa social (los beneficios más grandes incentivan una mayor movilización para defender un programa social)
- la visibilidad y la trazabilidad de las prestaciones (si los beneficiarios saben de dónde proceden las prestaciones)
- la proximidad y la concentración de los beneficiarios (esto afecta a la facilidad con la que los beneficiarios pueden organizarse para proteger un programa social)
- la duración de las prestaciones (las prestaciones más largas incentivan una mayor movilización para defender un programa social)
- la forma en que se administra un programa (por ejemplo, ¿es el programa inclusivo, sigue los principios?)